# 苟象寺
苟象寺位於四川省若爾蓋縣，文物遺址年代判定為清。2004年增補為第六批四川省文物保護單位。